# فرانچسکو گلی
فرانچسکو گلی (انگلیسی: Francesco Gelli؛ زادهٔ ۱۵ اکتبر ۱۹۹۶) بازیکن فوتبال اهل ایتالیا است.